# NMDA受体拮抗剂
NMDA受体拮抗剂（NMDA receptor antagonists）是一类能够对N-甲基-D-天門冬胺酸受體起拮抗或抑制作用的药物，通常被用于动物与人类作麻醉剂，由其诱导的麻醉状态称为解离性麻醉。

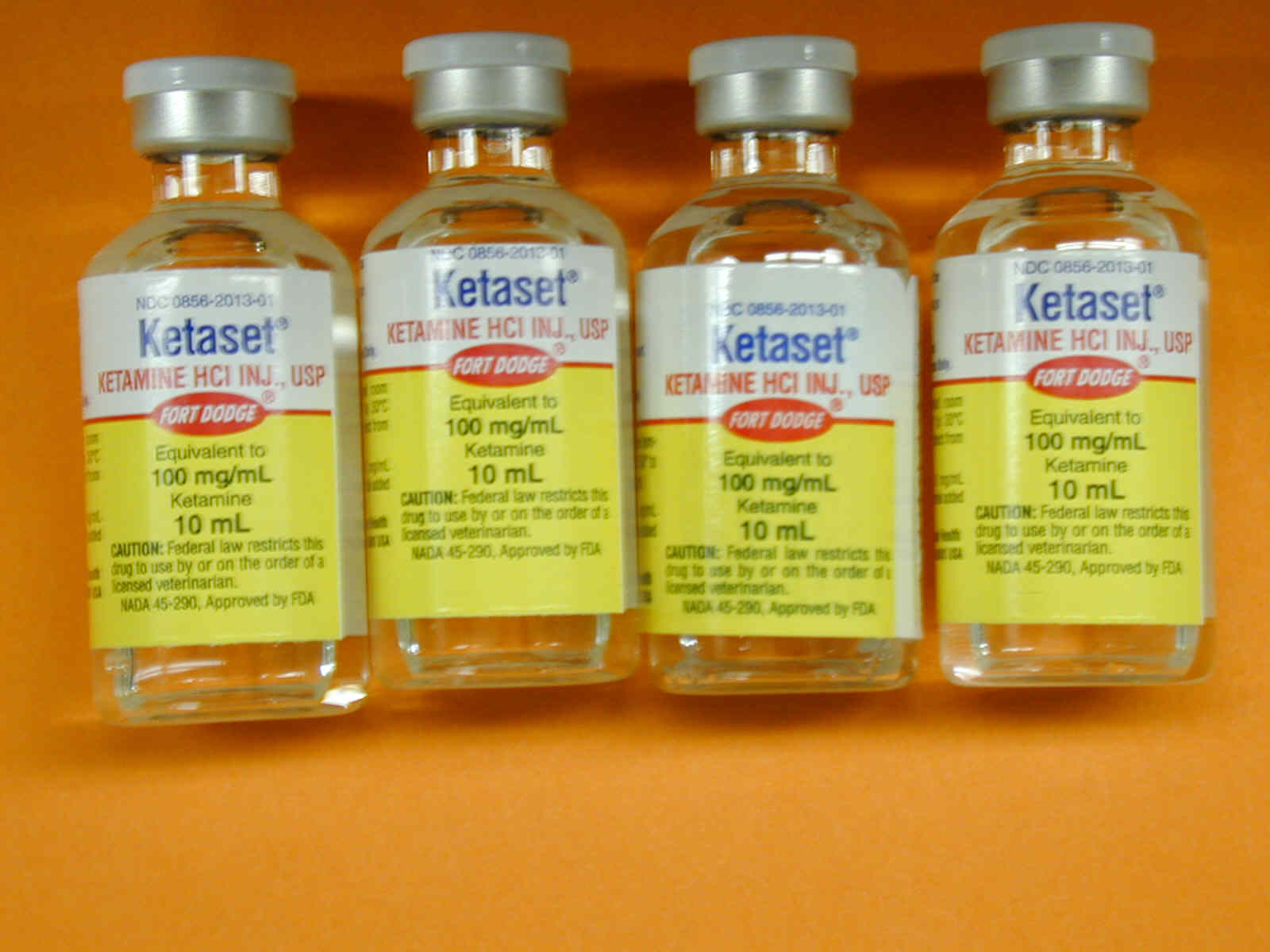
氯胺酮，最流行的NMDA受体拮抗剂之一

有几种合成阿片类药物具有NMDA受体拮抗剂之作用，如哌替啶、左旋嗎汎、美沙酮、右丙氧吩、曲马多、酮贝米酮和替安肽。一些NMDA受体拮抗剂，如氯胺酮、右美沙芬、苯環利定、甲氧西他明和氧化亚氮，有时因其具有解离、致幻与兴奋的主观体验，而被用于娱乐。当其用于娱乐时，归类为解离型药物。

## 用途与效果
NMDA受体拮抗剂会诱发一种被称之为解离性麻醉的状态，特征有催眠、失忆和镇痛。氯胺酮对呼吸和血液循环的抑制作用小于其他麻醉剂，因而成为病史不明的急诊病人与治疗烧伤病人的首选麻醉剂。右啡烷是世界上最常用的镇咳药之一的右美沙芬之代谢物，也是一种已知的NMDA受体拮抗剂。
许多不良症状都与NMDA受体功能低下有关。如，伴随大脑衰老导致的NMDA受体功能减退，或是造成与衰老有关的记忆力缺陷的部分原因。精神分裂症也可能与不规则的NMDA受体功能有关（精神分裂症之谷氨酸假说），并且进一步根据“犬尿酸假说”，另一种NMDA受体拮抗剂，犬尿喹啉酸含量的增加或会加重精神分裂症的症状。
NMDA受体拮抗剂可以诱发“拟精神病”，即类似精神病之症状，还有以下副作用，包括幻觉、偏执性妄想、混乱、难以集中注意力、激动、情绪改变、噩梦、紧张症、共济失调、麻醉以及学习和记忆障碍。由于这些“拟精神病”作用，NMDA受体拮抗剂，特别是苯环利定、氯胺酮和右美沙芬即被用作娱乐性药物。在亚麻醉剂量下，这些药物具有轻微的刺激作用，较大剂量时，诱发解离和幻觉，但这些作用及其强度因药物而异。
大多数NMDA受体拮抗剂都会在肝脏中代谢，频繁使用便会增加耐受，使肝脏更快清除血液中的NMDA受体拮抗剂。
NMDA受体拮抗剂也在作为抗抑郁剂，处于研究之中。氯胺酮被证明于临床环境中，给药后可产生长效抗抑郁效果。2019年，氯胺酮的一种NMDA受体拮抗剂对映体esketamine于美国批准用作抗抑郁药。2022年，FDA批准Auvelity用于治疗抑郁症，一种含有右美沙芬的复方药物。